# 吴宗玉
吴宗玉（1939年7月9日—），男，江苏人，中国马来语专家，北京外国语大学教授。

## 生平
1939年7月9日出生。1961年毕业于北京大学东方语言文学系印度尼西亚语专业。同年9月分配至北京外国语学院任教，11月参与筹建马来语专业。1987年作为翻译第一次出访马来西亚。1989年参加了在吉隆坡举行的世界马来语大会。1997年在北京外国语大学建立中国马来语教学中心。1999年出版《马哈蒂尔讲演集》。2005年，在北京外国语大学建立中国马来研究中心，并担任主任。2008年，担任北京夏季奥运会多语言服务中心志愿者。2009年7月，在他三年多的努力下，孔子学院正式落户马来亚大学。2011年10月，获得马来亚大学荣誉文学博士称号，以及马来西亚政府授予的“国际马来语杰出贡献奖”。

## 出版物
出版有文集《马来西亚民间故事集》《马哈蒂尔讲演集》《乌斯曼·阿旺—陈昊苏诗集》《中国古籍中的文莱史料汇编》，大型画册《友谊的回顾—庆祝马中建交三十年》，教材《马来语》第三册等。